# Товарнов, Алексей Александрович
Алексей Александрович Товарнов (род. 20 января 1985 года) - российский легкоатлет, специализирующийся в метании копья.

## Биография
А.А. Товарнов выступает за Краснодар и Волгоградскую область.
Многократный призёр чемпионатов России. Победитель и призёр ряда всероссийских турниров.
Участвовал в  чемпионате мира 2013 года в Москве, где с результатом 78.43 м не вышел в финал.
В 2023 году Товарнов дисквалифицирован на два года за нарушения антидопинговых правил. Расследование нарушения антидопинговых правил велось в рамках дела о базе данных Московской антидопинговой лаборатории (LIMS).
Женат на Ольге Товарновой (до замужества Шуликовой) - российской спортсменке по легкой атлетике (спринт).